# Crocanthemum bicknellii
Crocanthemum bicknellii är en solvändeväxtart som först beskrevs av Merritt Lyndon Fernald, och fick sitt nu gällande namn av Janchen. Crocanthemum bicknellii ingår i släktet Crocanthemum och familjen solvändeväxter. Inga underarter finns listade i Catalogue of Life.